# Ogaden

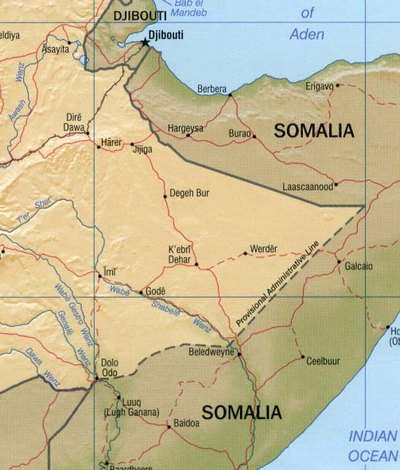
Mapa Ogadenu

Ogaden (amharsky ኦጋዴን) je náhorní plošina na jihovýchodě etiopského Somálska. Má rozlohu přibližně 200 000 km². Hraničí s Džibutskem, Keňou a Somálskem. Obyvatelé jsou převážnou většinou Somálci a muslimové. O Ogaden se v letech 1977 až 1978 vedla etiopsko-somálská válka. V Ogadenu operují skupiny somálských iredentistů.